# Legge costituzionale del 1867
La legge costituzionale del 1867 (Constitution Act, 1867), originariamente emanata come "legge sul Nord America Britannico del 1867" (British North America Act, 1867), è una parte essenziale della Costituzione del Canada e ha portato alla  Prima elezione del Canada
La legge fondamentale ha creato un dominio federale e definisce gran parte del funzionamento del governo del Canada, compresa la sua struttura federale, la Camera dei comuni, il Senato, il sistema giudiziario e il sistema fiscale. Le leggi sul Nord America Britannico, compresa questa legge, furono ribattezzate nel 1982 con il rimpatrio della Costituzione (originariamente emanata dal Parlamento britannico). Tuttavia, essa è ancora nota con il suo nome originale nei registri del Regno Unito. In questa occasione sono stati fatti anche emendamenti: è stato aggiunto l'articolo 92A, dando alle province un maggiore controllo sulle risorse naturali non rinnovabili.

## Preambolo e parte I "Preliminare"

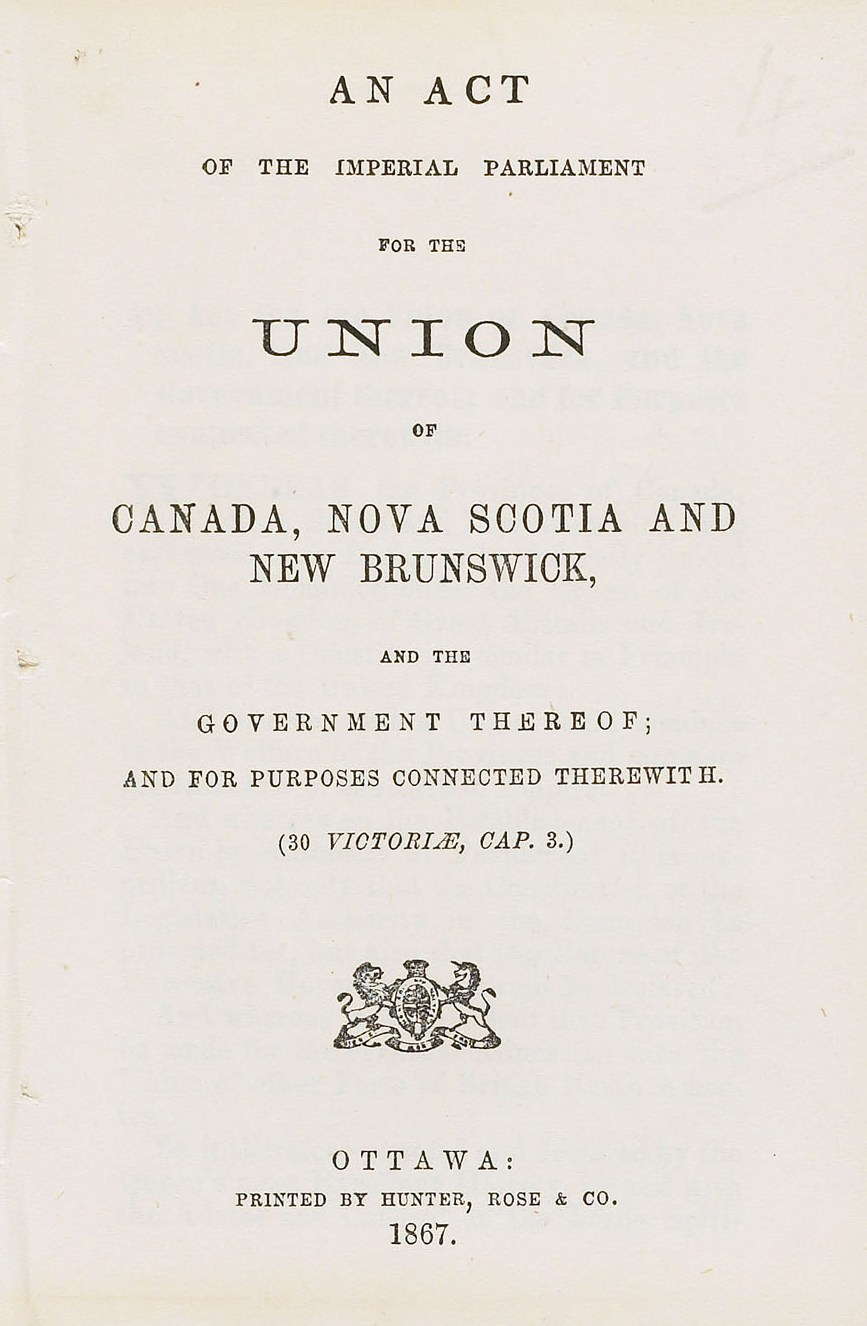
Prima pagina di una copia della Legge del 1867.

La legge comincia con un preambolo che dichiara che le tre province del Nuovo Brunswick, della Nuova Scozia e della Provincia del Canada (che sarebbero diventate Ontario e Québec) hanno chiesto di formare "un unico Dominio... con una Costituzione simile in linea di principio a quella del Regno Unito". Questa descrizione della Costituzione si è dimostrata importante nella sua interpretazione. Come scrisse Peter Hogg in Constitutional Law of Canada ("Diritto costituzionale del Canada"), alcuni hanno sostenuto che dal momento che il Regno Unito aveva una certa libertà di espressione nel 1867, il preambolo estendeva questo diritto al Canada ancor prima della promulgazione della Carta canadese dei diritti e delle libertà nel 1982; questa era una presunta base per la Dichiarazione dei diritti implicita. In New Brunswick Broadcasting Co. v. Nova Scotia, il principale caso canadese sui privilegi parlamentari, la Corte suprema del Canada fondò la sua decisione del 1993 sul preambolo. Inoltre, dal momento che il Regno Unito aveva una tradizione di indipendenza giudiziaria, la Corte suprema stabilì nel Provincial Judges Reference ("Ricorso sui Giudici provinciali") del 1997 che il preambolo dimostra che l'indipendenza giudiziaria in Canada è costituzionalmente garantita. Lo scienziato politico Rand Dyck ha criticato il preambolo, dicendo che è "seriamente obsoleto". Egli sostiene che la Legge costituzionale del 1867 "manca di un'introduzione ispiratrice".
Il preambolo della legge costituzionale del 1867 non è il solo preambolo della Costituzione del Canada. Anche la Carta ha un preambolo.
La parte I consiste in due soli articoli. L'articolo 1 dà il titolo breve della legge come Legge sul Nord America Britannico del 1867 (British North America Act, 1867). L'articolo 2 indica che tutti i riferimenti alla Regina (allora Vittoria) si applicano ugualmente a tutti i suoi eredi e successori.

## Parte II "Unione"
La Legge sul Nord America Britannico del 1867 istituì il Dominio del Canada fondendo le "province" britanniche nordamericane (colonie) del Canada, Nuovo Brunswick e Nuova Scozia. L'articolo 3 stabilisce che l'unione sarebbe entrata in vigore entro sei mesi dall'approvazione della Legge, e l'articolo 4 conferma che "Canada" era il nome del nuovo paese (e la parola "Canada" nel resto della legge si riferisce alla nuova federazione e non alla vecchia provincia).
L'articolo 5 elenca le quattro province della nuova federazione. Queste sono formate dividendo l'ex Provincia del Canada in due; le sue due suddivisioni, Canada dell'Ovest e Canada dell'Est, furono rinominate rispettivamente Ontario e Québec e divennero province complete nell'articolo 6. L'articolo 7 conferma che i confini della Nuova Scozia e del Nuovo Brunswick non erano modificati. E l'articolo 8 prevede che ogni dieci anni venga tenuto un censimento nazionale di tutte le province.

## Parte III "Potere esecutivo"
L'articolo 9 conferma che tutti i poteri esecutivi rimangono alla Regina, come rappresentata dal governatore generale o da un amministratore del governo, come affermato nell'articolo 10. L'articolo 11 crea il Consiglio privato della Regina per il Canada. L'articolo 12 afferma che i rami esecutivi delle province continuano ad esistere e il loro potere è esercitato attraverso i luogotenenti governatori, e che i poteri esercitati dal governo federale devono essere esercitati attraverso il governatore generale, o con l'assistenza del consiglio privato o da solo. L'articolo 13 definisce il Governatore generale in consiglio come il governatore generale che agisce con l'assistenza del consiglio privato. L'articolo 14 consente al governatore generale di nominare sostituti per esercitare i suoi poteri in varie parti del Canada. Il comandante in capo di tutte le forze armate navali in Canada continua a essere la regina in base all'articolo 15. L'articolo 16 dichiara Ottawa la capitale della nuova federazione.

## Parte IV "Potere legislativo"
Il Parlamento del Canada, composto dalla Regina e da due camere (la Camera dei comuni del Canada e il Senato canadese), è creato dall'articolo 17. L'articolo 18 definisce i poteri e i privilegi del Parlamento come non maggiori di quelli del Parlamento britannico. L'articolo 19 afferma che la prima sessione del Parlamento deve cominciare sei mesi dopo l'approvazione della legge, e l'articolo 20 sostiene che il Parlamento deve tenere una sessione legislativa almeno una volta ogni dodici mesi.

### Senato
All'epoca dell'Unione c'erano 72 senatori (articolo 21), equamente divisi fra le tre regioni dell'Ontario, del Québec e delle Province marittime (articolo 22). L'articolo 23 illustra i requisiti per diventare senatore. I senatori sono nominati dal governatore generale in base all'articolo 24 (che fino alla decisione giudiziaria del 1929 in Edwards v. Canada fu interpretato che escludesse le donne), e il primo gruppo di senatori fu proclamato in base all'articolo 25. L'articolo 26 consente alla Corona di aggiungere tre o sei senatori alla volta al Senato, divisi fra le tre regioni, ma secondo l'articolo 27 non si possono nominare altri senatori finché, con la morte o il pensionamento, il numero dei senatori non scende al di sotto del limite normale. Il numero massimo di senatori fu fissato a 78, nell'articolo 28. I senatori erano nominati a vita (all'epoca), nell'articolo 29, sebbene essi possano dimettersi in base all'articolo 30 e possano altresì essere rimossi in base all'articolo 31, nel cui caso il seggio vacante può essere riempito dal governatore generale (articolo 32). L'articolo 33 conferisce al Senato il potere di decidere sulle proprie controversie in materia di ammissibilità e seggi vacanti. Il presidente del Senato è nominato e destituito dal governatore generale in base all'articolo 34. Il quorum per il Senato era inizialmente fissato in 15 senatori dall'articolo 35 e le procedure di voto stabilite dall'articolo 36.

### Camera dei Comuni
La composizione iniziale dei Comuni, nell'articolo 37, consisteva in 181 membri, 82 per l'Ontario, 65 per il Québec, 19 per la Nuova Scozia e 15 per il Nuovo Brunswick. La Camera è convocata dal governatore generale in base all'articolo 38. L'articolo 39 proibisce ai senatori di sedere nei comuni. L'articolo 40 divide le province in distretti elettorali. L'articolo 41 continua le leggi elettorali e i requisiti di voto del tempo, soggetti a una revisione successiva, e l'articolo 42 conferisce al governatore generale il potere di emettere le ordinanze elettorali per la prima elezione. L'articolo 43 prevede elezioni suppletive. L'articolo 44 consente alla Camera di eleggere il proprio presidente e di sostituirlo in caso di morte (articolo 45) o di assenza prolungata (articolo 47). È richiesto che un presidente presieda tutte le sedute della Camera (articolo 46). Il quorum per la Camera era fissato in 20 membri, compreso il presidente, dall'articolo 48. L'articolo 49 afferma che il presidente non può votare se non nel caso di un voto vincolato. Il termine massimo per una Camera è di cinque anni tra le elezioni in base all'articolo 50. L'articolo 51 stabilisce le regole secondo le quali i seggi dei comuni devono essere ridistribuiti a seguito di censimenti, consentendo l'aggiunta di ulteriori seggi nell'articolo 52.

### Votazioni in materia finanziaria e assenso reale
I disegni di legge finanziaria (i cosiddetti money bills, che trattano di imposte o stanziamenti di fondi) devono avere origine nella Camera dei comuni in base all'articolo 53 e devono essere proposti dal governatore generale (cioè dal governo) in base all'articolo 54. L'articolo 55 specifica che tutti i designi di legge richiedono l'assenso reale (o sanzione regia). Gli articoli 56 e 57 permisero al governatore generale di "riservarsi" o al governo britannico di "rigettare" le leggi canadesi entro tre anni dalla loro approvazione.

## Parte V "Costituzioni provinciali"
Le strutture governative di base delle province canadesi sono illustrate nella Parte V della legge. Si fanno menzioni specifiche alle quattro province fondatrici, ma lo schema generale vale per tutte le province.

### Potere esecutivo
Ogni provincia deve avere un luogotenente governatore (articolo 58), che presta servizio "a piacere del governatore generale" (ossia per il periodo da questi stabilito) (articolo 59), il cui stipendio è pagato dal parlamento federale (articolo 60), e che deve prestare il giuramento di fedeltà (articolo 61). I poteri di un luogotenente governatore possono essere sostituiti da un amministratore di governo (articoli 62 e 66). Tutte le province hanno anche un consiglio esecutivo (articoli 63 e 64). Il luogotenente governatore può esercitare il potere esecutivo da solo o "in consiglio" (articolo 65). Le capitali delle prime quattro province furono istituite dall'articolo 68, ma l'articolo consente anche a quelle province di cambiare le loro capitali.

### Potere legislativo

#### Ontario e Québec
Gli articoli 69 e 70 istituirono la Legislatura dell'Ontario, comprendente il luogotenente governatore e l'Assemblea legislativa dell'Ontario, e gli articoli 71-80 istituirono il Parlamento del Québec, che all'epoca comprendeva il luogotenente governatore, l'Assemblea legislativa del Québec (ribattezzata nel 1968 Assemblea nazionale del Québec), e il Consiglio legislativo del Québec (da allora abolito). Le prime sessioni di entrambe le assemblee legislative furono fissate sei mesi dopo l'approvazione della legge (articolo 81) e da quel momento possono essere regolarmente convocate dai luogotenenti governatori (articolo 82). L'articolo 83 vieta ai funzionari pubblici provinciali (esclusi i ministri di gabinetto) di sedere nelle legislature provinciali. L'articolo 84 consente alle leggi elettorali esistenti e ai requisiti di voto di continuare dopo l'Unione. L'articolo 85 fissa la durata di ogni legislatura come non superiore a quattro anni, con una sessione almeno una volta ogni dodici mesi in base all'articolo 86. L'articolo 87 estende le regole riguardanti i presidenti, le elezioni suppletive, il quorum ecc., come fissate per la Camera dei comuni federale, alle legislature dell'Ontario e del Québec.

#### Nuova Scozia e Nuovo Brunswick
L'articolo 88 estende semplicemente le costituzioni pre-Unione di quelle province nell'era post-Confederazione.

### Altro
L'articolo 89 fissa i tempi per le prime elezioni provinciali, e l'articolo 90 estende le disposizioni riguardanti i voti in materia finanziaria, l'assenso reale, la riserva e il rigetto, ecc., come stabiliti per il parlamento federale, alle legislature provinciali.

## Parte VI: "Divisione dei poteri"
I poteri di governo sono divisi tra le province e il governo federale e sono descritti negli articoli 91-95 della legge. Gli articoli 91 e 92 sono di particolare importanza, in quanto enumerano le materie per le quali ciascuna giurisdizione può emanare legge, con l'articolo 91 che elenca le materie della giurisdizione federale e l'articolo 92 che elenca le materie di competenza provinciale. Gli articoli 92A e 93 riguardano rispettivamente le risorse naturali non rinnovabili e l'istruzione (entrambe sono principalmente responsabilità provinciali). L'articolo 94 lascia aperta una possibile modifica alle leggi in materia di proprietà e diritti civili, che finora non è stata realizzata. Gli articoli 94A e 95, nel frattempo, affrontano questioni di giurisdizione condivisa, vale a dire le pensioni di vecchiaia (articolo 94 A) e l'agricoltura e l'immigrazione (articolo 95).

### Pace, ordine e buon governo
L'articolo 91 autorizza il Parlamento a "fare leggi per la pace, l'ordine e il buon governo del Canada, in relazione a tutte le questioni che non rientrano nelle classi di materie da questa legge assegnate esclusivamente alle legislature delle province". Sebbene il testo della legge sembri conferire al Parlamento poteri residuali per emanare leggi in qualsiasi area che non sia stata assegnata ai governi provinciali, la successiva giurisprudenza del Consiglio privato sostenne che il potere di "pace, ordine e buon governo" è, in realtà, una competenza federale delimitata come quelle elencate in base all'articolo 91 (si veda ad esempio AG Canada v AG Ontario (Labour Conventions), [1937] AC 326 (PC)). La Costituzione del Canada quindi non ha una clausola sui poteri residuali.

### Prime Nazioni, Inuit e Métis
L'articolo 91(24) della Legge costituzionale del 1867 stabilisce che il governo federale ha la giurisdizione legislativa per "gli Indiani e le terre riservate agli Indiani". (Constitution Act, 1867 (UK), 30 & 31 Vict., C.3, ristampato in RSC 1985, App. II, No. 5 [di seguito Constitution Act, 1867].) L'Aboriginal Affairs and Northern Development Canada (AANDC, "Affari aborigeni e Sviluppo settentrionale Canada"), precedentemente noto come Indian and Northern Affairs Canada (INAC, "Affari indiani e settentrionali"), è stata la principale organizzazione federale che esercita questa autorità (OAG 4 aprile 2011, p. 4).

### Diritto penale
L'articolo 91(27) attribuisce al Parlamento il potere di fare leggi in materia di "diritto penale, eccetto la costituzione di tribunali di giurisdizione penale, ma inclusa la procedura in materia penale". Fu su questa autorità che il Parlamento emanò e modificò il codice penale.
Tuttavia, in base all'articolo 92(14), alle province è delegato il potere di amministrare la giustizia, "compresa la costituzione, il mantenimento e l'organizzazione dei tribunali provinciali, sia delle giurisdizioni civili che penali, e inclusa la procedura in materia civile in entrambi i tribunali". Questa disposizione consente alle province di creare tribunali di giurisdizione penale e forze di polizia provinciali come la OPP e la Sûreté du Québec (SQ).
Per quanto riguarda la politica che risale alla Confederazione, il governo federale ha delegato la funzione di pubblico ministero per quasi tutti i reati ai procuratori generali provinciali. I procuratori della Corona nominati in base alla legge provinciale perseguono quindi quasi tutti i reati del codice penale in tutto il Canada.
L'articolo 91(28) conferisce al Parlamento il potere esclusivo sui "penitenziari", mentre l'articolo 92(6) conferisce alle province il potere sulle "prigioni". Ciò significa che i trasgressori condannati a due anni o più vanno nei penitenziari federali mentre quelli con sentenze più leggere vanno nelle prigioni provinciali.

### Proprietà e diritti civili
L'articolo 92(13) conferisce alle province il potere esclusivo di emanare leggi relative a "proprietà e diritti civili nella provincia". In pratica, questo potere è stato letto dare in generale alle province autorità su numerose materie come i mestieri professionali, i rapporti di lavoro e la protezione dei consumatori.

### Matrimonio
L'articolo 91(26) conferisce al governo federale il potere sul divorzio e sul matrimonio. Su questa base, il Parlamento può legiferare su matrimonio e divorzio. Tuttavia, le province mantengono il potere sulla solennizzazione del matrimonio (articolo 92(12)).
Vi sono anche diversi esempi di sovrapposizione delle leggi relative al matrimonio e al divorzio, che nella maggior parte dei casi sono risolti attraverso l'immunità intergiurisdizionale. Ad esempio, la Legge sul divorzio federale è una legislazione valida, anche se la legge sul divorzio ha alcuni effetti secondari sulla custodia dei figli, che di solito è considerata all'interno delle giurisdizioni provinciali sui "diritti civili" (articolo 92(13)) e sulle "materie di natura privata" (92(16)).

### Opere e imprese
L'articolo 92(10) consente al governo federale di dichiarare qualsiasi "opera o impresa" di importanza nazionale e quindi di rimuoverla dalla giurisdizione provinciale.

### Istruzione (articolo 93)
L'articolo 93 conferisce alle province potere sull'educazione, ma con restrizioni significative volte a proteggere i diritti delle minoranze religiose, in un periodo in cui c'era una significativa controversia tra protestanti e cattolici in Canada sulla questione se le scuole dovessero essere parrocchiali o non confessionali. Il 93(2) estende in modo specifico tutti i diritti scolastici confessionali preesistenti nell'era post-Confederazione.

### Articolo 94
L'articolo 94 consente alle province che utilizzano il sistema di common law di derivazione britannica, in pratica tutte tranne il Québec, di unificare le loro leggi sulla proprietà e sui diritti civili. Questo potere non è mai stato usato.

### Agricoltura e immigrazione (articolo 95)
In base all'articolo 95, i governi federali e provinciali condividono il potere sull'agricoltura e l'immigrazione. Entrambi i due ordini di governo possono emanare leggi in questo campo, ma in caso di conflitto prevale la legge federale.

## Parte VII "Sistema giudiziario"
L'autorità sul sistema giudiziario in Canada è divisa tra Parlamento e legislature provinciali.

### Il potere del Parlamento di creare tribunali federali
L'articolo 101 conferisce al Parlamento il potere di creare una "Corte d'appello generale per il Canada" e "tribunali aggiuntivi per una migliore amministrazione delle leggi canadesi". Il Parlamento ha usato questo potere per creare la Corte suprema del Canada e le corti federali inferiori. Ha creato la Corte suprema in base a entrambe le disposizioni dell'articolo 101. Le corti federali inferiori, come la Corte d'appello federale, la Corte federale, la Corte fiscale del Canada e la Corte d'appello della Corte marziale del Canada sono tutte create in base alla seconda disposizioni, cioè come "tribunali aggiuntivi per una amministrazione delle leggi del Canada".

### Potere provinciale di creare tribunali
L'articolo 92(14) conferisce alle legislature provinciali il potere sulla "Costituzione, il mantenimento e l'organizzazione dei tribunali provinciali, sia di giurisdizione civile che penale". Questo potere include la creazione dei tribunali superiori, sia di giurisdizione di prima istanza che di appello, così come dei tribunali inferiori.
I tribunali superiori sono noti come "tribunali di giurisdizione intrinseca", in quanto ricevono la loro autorità costituzionale dalla convenzione storica ereditata dal Regno Unito.

### Tribunali dell'articolo 96
L'articolo 96 autorizza il governo federale a nominare giudici per "i tribunali superiori, distrettuali e di contea di ciascuna provincia". Nessuna provincia ha più tribunali distrettuali o di contea, ma tutte le province hanno corti superiori. Sebbene le province paghino per questi tribunali e determinino la loro giurisdizione e le loro norme procedurali, il governo federale nomina e paga i loro giudici.
Storicamente, questo articolo è stato interpretato che fornisce alle corti superiori di giurisdizione intrinseca l'autorità costituzionale per conoscere delle cause. I "tribunali dell'articolo 96" sono in genere caratterizzati come "l'ancora" del sistema giudiziario attorno alla quale gli altri tribunali devono conformarsi. Poiché si dice che la loro giurisdizione è "intrinseca", queste corti hanno l'autorità di esaminare tutte le materie di legge, tranne nei casi in cui la giurisdizione sia stata sottratta da un altro tribunale. Tuttavia, i tribunali creati dal governo federale in base all'articolo 101 o dal governo provinciale in base all'articolo 92(14) non sono generalmente autorizzati a intromettersi nella giurisdizione principale di un tribunale dell'articolo 96.
L'ambito della giurisdizione principale dei tribunali dell'articolo 96 è stato oggetto di considerevole dibattito e contenzioso. All'inizio di una vertenza, la competenza di un tribunale può essere contestata sulla base del fatto che non ha giurisdizione. Il problema è tipicamente se il tribunale statutario creato in base all'articolo 101 o 92(14) abbia violato la competenza esclusiva di un tribunale dell'articolo 96.
Per convalidare la giurisdizione di un tribunale federale o provinciale si deve soddisfare un'inchiesta in tre fasi, delineata per la prima volta dalla Corte suprema nella sua decisione su Re Residential Tenancies Act, 1979 (1981). Il tribunale non deve toccare ciò che è stato storicamente inteso come la giurisdizione della corte superiore. La prima fase dell'inchiesta considera quali questioni erano tipicamente esclusive della corte al tempo della Confederazione nel 1867. In Sobeys Stores Ltd. v. Yeomans (1989) la Corte suprema dichiarò che deve essere letta in senso lato la "natura delle controversie" storicamente conosciute dalle corti superiori, non solo i rimedi storici forniti. Se si trova che il tribunale si intromette nella giurisdizione storica della corte superiore, l'inchiesta deve passare alla seconda fase che considera la funzione del tribunale e se esso opera come un organo giudicante. Il passo finale valuta il contesto dell'esercizio del potere da parte del tribunale e verifica se ci sono ulteriori considerazioni per giustificare la sua violazione della giurisdizione della corte superiore.

### Giurisdizione costituzionale
Non tutte le corti e i tribunali hanno giurisdizione per conoscere delle controversie costituzionali. Il tribunale, per lo meno, deve avere la giurisdizione per applicare la legge. In NS v. Martin; NS v. Laseur (2003) la Corte Suprema ha riarticolato la prova per la verifica della giurisdizione costituzionale desunta da Cooper v. Canada. L'inchiesta deve iniziare determinando se la legislazione che autorizza conferisce esplicita autorità per l'applicazione della legge. In tal caso, il tribunale può applicare la Costituzione. La seconda linea di indagine esamina se ci sia stata l'autorità implicita per applicare la legge. Questo si può scoprire esaminando il testo della legge, il suo contesto e la natura e le caratteristiche generali dell'organo giudicante.
Vedi l'articolo 24 della Carta canadese dei diritti e delle libertà per la giurisdizione sulla Carta.

## Parte VIII "Entrate; debiti, beni; imposizione"
Questa parte espone il funzionamento finanziario del governo del Canada e dei governi provinciali. Stabilisce un'unione fiscale in cui il governo federale è responsabile per i debiti delle province (articoli 111-116). Stabilsce la tradizione del governo federale che sostiene le province attraverso trasferimenti fiscali (articoli 118 e 119). Crea un'unione doganale che vieta le tariffe interne tra le province (articoli 121-124). L'articolo 125 impedisce a un ordine di governo di tassare le terre o i beni dell'altro.

## Parte IX "Varie"
L'articolo 127 proibisce ai membri delle Camere superiori provinciali (che esistevano ancora all'epoca) di fungere allo stesso tempo anche da senatori.
L'articolo 132 attribuisce al governo federale la sola responsabilità di stipulare trattati con altri paesi, all'interno o all'esterno dell'Impero britannico.
L'articolo 133 stabilisce l'inglese e il francese come lingue ufficiali del Parlamento del Canada e del Parlamento del Québec. Nessuna disposizione fu presa per le lingue ufficiali di altri organismi governativi.

## Parte X "Ferrovia intercoloniale"
Questa parte ha solo un articolo, che obbliga il governo federale a costruire una ferrovia che unisca tutte e quattro le province originarie.

## Parte XI "Ammissione di altre colonie"
L'articolo 146 consente al governo federale di negoziare l'ingresso di nuove province nell'Unione senza la necessità di chiedere il permesso delle province esistenti. L'articolo 147 stabilisce che l'Isola del Principe Edoardo e Terranova avrebbero 4 senatori ciascuno se si unissero alla Confederazione.

## Piccola dichiarazione dei diritti

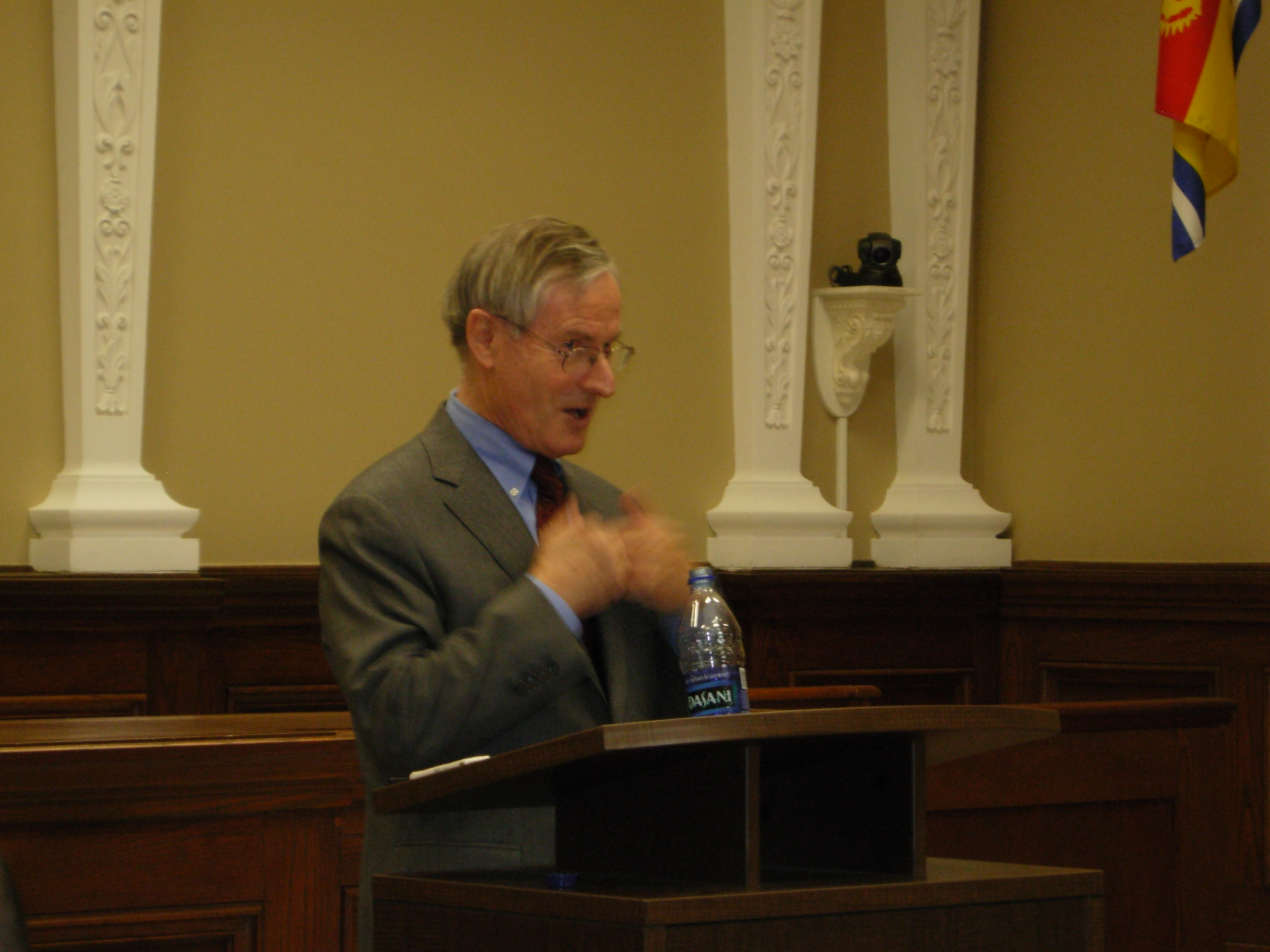
Il professor Peter Hogg elenca i diritti all'interno della Legge costituzionale del 1867, che definisce una "piccola dichiarazione dei diritti".

A prescindere dalla teoria della Dichiarazione dei diritti implicita, non vi è una vera e propria dichiarazione dei diritti scritta nella Legge costituzionale del 1867. Tuttavia, ci sono diritti costituzionali limitati sparsi in tutto il documento. Hogg li ha definiti "la piccola legge dei diritti", sebbene la Corte suprema in Greater Montreal Protestant School Board v. Quebec (1989) non gradisse questa caratterizzazione in quanto i diritti nella Costituzione Act del 1867 non dovrebbero essere interpretati così liberalmente come i diritti nella Carta canadese dei diritti e delle libertà. I diritti che Hogg identifica includono i diritti linguistici. Ci sono anche i diritti scolastici confessionali in base all'articolo 93 (riaffermati dall'articolo 29 della Carta), nonostante la giurisdizione provinciale sull'istruzione in Canada. L'articolo 99 stabilisce il diritto per i giudici di prestare servizio a meno che non siano rimossi dall'assemblea legislativa. I diritti democratici includono la regola secondo cui il Parlamento e le legislature dell'Ontario e del Québec devono riunirsi in seduta almeno una volta all'anno in base agli articolo 20 e 86 e devono esserci elezioni federali almeno una volta ogni cinque anni in base all'articolo 50. Queste disposizioni sono ripetute negli articoli 4 e 5 della Carta, mentre l'articolo 20 della Legge costituzionale del 1867 è stato abrogato. La Legge garantisce anche una rappresentanza proporzionale in base alla popolazione nell'articolo 52. Infine, l'articolo 121 consente alle persone di trasportare merci attraverso i confini provinciali senza alcun costo, e la sezione 125 esonera il governo dal pagare la maggior parte delle imposte.

### Diritti linguistici
Sebbene la Legge del 1867 non abbia stabilito l'inglese e il francese come lingue ufficiali del Canada, essa forniva effettivamente alcuni diritti agli utenti di entrambe le lingue nei confronti di alcune istituzioni dei governi federale e del Québec.
L'articolo 133 consentiva il bilinguismo sia nel Parlamento federale che nella legislatura provinciale del Québec, permetteva di conservare i documenti in entrambe le lingue e consentiva il bilinguismo nelle corti federali e del Québec. L'interpretazione di questo articolo ha rilevato che questa disposizione richiede che tutti gli statuti e la legislazione delegata siano in entrambe le lingue e abbiano la stessa forza. Allo stesso modo, si è trovato che il significato di "tribunali" nell'articolo 133 comprende tutti i tribunali federali e provinciali, nonché tutti i tribunali che esercitano una funzione giudicante.
Questi diritti sono duplicati nei confronti del governo federale, ma non del Québec, e sono estesi al Nuovo Brunswick, negli articoli 17, 18 e 19 della Carta dei diritti; gli articoli 16 e 20 della Carta elaborano dichiarando l'inglese e il francese come lingue ufficiali e consentendo servizi pubblici bilingui.

## Canada Day
L'anniversario dell'entrata in vigore della Legge il 1º luglio 1867 viene celebrato ogni anno in Canada come Canada Day ("Giornata del Canada"), festa nazionale del Canada.

### Fonti primarie
- Browne, G. P., ed. Documents on the Confederation of British North America (2nd ed., McGill-Queen's University Press, 2009), 377 pp.